# Rejon łokacki
Rejon łokacki – były rejon obwodu wołyńskiego Ukrainy.
Został utworzony 4 stycznia 1965 r., jego powierzchnia wynosiła 712 km², a ludność rejonu liczyła 22000 osób.
Na terenie rejonu znajdowały się: jedna osiedlowa rada i 19 silskich rad, obejmujących w sumie 53 miejscowości. Siedzibą władz rejonowych były Łokacze.

## Miejscowości rejonu łokackiego
- Bermeszów (Бермешів)
- Białopol (Білопіль)
- Bubnów (Бубнів)
- Cewelicze (Цевеличі)
- Cewelicze Dolne (Низькі Цевеличі)
- Chołopicze (Холопичі)
- Chorów (Хорів)
- Dorohinicze (Дорогиничі)
- Granatów (Гранатів)
- Hubin (Губин)
- Juniwka (Юнівка)
- Kisielin (Кисилин)
- Kołpytów (Колпитів)
- Koniuchy (Конюхи)
- Korytnica (Коритниця)
- Kozłów (Козлів)
- Kremesz (Кремеш)
- Kruchinicze (Крухиничі)
- Kuty (Кути)
- Kwasowica (Квасовиця)
- Liniów (Линів)
- Łokacze (Локачі)
- Mańków (Маньків)
- Markowicze (Марковичі)
- Michałówka (Михайлівка)
- Miżhirja (Міжгір'я)
- Mołczanów (Мовчанів)
- Okorsk Mały (Малий Окорськ)
- Okorsk Wielki (Великий Окорськ)
- Oździutycze (Озютичі)
- Pawłowicze (Павловичі)
- Piatykory (П'ятикори)
- Prywitne (Привітне)
- Rogowicze (Роговичі)
- Sadiwśki Dubyny (Садівські Дубини)
- Semerynki (Семеринське)
- Serniczki (Сірнички)
- Stary Zahorów (Старий Загорів)
- Szelwów (Шельвів)
- Tumin (Тумин)
- Twerdynie (Твердині)
- Tworynicze[2] (Твориничі)
- Wojnica (Війниця)
- Wojnin (Войнин)
- Wólka Sadowska (Вілька-Садівська)
- Zahorów Nowy (Новий Загорів)
- Zajęczyce (Заячиці)
- Załużne (Залужне)
- Zamlicze (Замличі)
- Zapust (Запуст)
- Zaszczytów (Защитів)
- Zaturce (Затурці)
- Zubilno (Зубильне)
- Żurawiec (Журавець)

niesitniejące
Rudnia